# Port lotniczy Rondonópolis
Port lotniczy Rondonópolis (IATA: ROO, ICAO: SWRD) – port lotniczy położony 16 km od Rondonópolis, w stanie Mato Grosso, w Brazylii.